# Цель номер один
«Цель но́мер оди́н» (англ. Zero Dark Thirty; буквальный перевод — «00:30 ночи», военный термин) — американский политический боевик 2012 года, девятый полнометражный фильм режиссёра и продюсера Кэтрин Бигелоу, сценаристом и продюсером которого выступил Марк Боул. Фильм рассказывает о почти десятилетнем международном розыске Усамы бен Ладена, лидера террористической сети Аль-Каида, после терактов 11 сентября. Эти поиски привели к обнаружению его резиденции в Пакистане и во время военного рейда США, в ходе которого бен Ладен был убит 2 мая 2011 года.
Джессика Честейн играет Майю, вымышленного аналитика ЦРУ, а Джейсон Кларк, Джоэл Эдгертон, Реда Катеб, Марк Стронг, Джеймс Гандольфини, Кайл Чендлер, Стивен Диллейн, Крис Прэтт, Эдгар Рамирес, Фарес Фарес, Дженнифер Эль, Джон Барроумэн, Марк Дюпласс, Гарольд Перрино и Фрэнк Грилло играют второстепенных персонажей. Он был спродюсирован Боулом, Бигелоу и Меган Эллисон и независимо профинансирован компанией Annapurna Pictures. Премьера фильма состоялась в Лос-Анджелесе 10 декабря 2012 года, а в широкий прокат он вышел 11 января 2013 года. Американская кинопресса крайне положительно приняла новый проект Бигелоу, а на сайте Rotten Tomatoes ещё до официальной премьеры его рейтинг составлял 100 %. Критиками фильм расценивался как один из ключевых претендентов на премию Американской киноакадемии «Оскар».
Фильм получил признание критиков за актёрскую игру, режиссуру, сценарий, звукорежиссуру и монтаж, а также имел большой кассовый успех, собрав 132 миллиона долларов по всему миру. В 2012 году фильм вошел в десятку лучших по версии 95 критиков. Фильм также был номинирован в пяти категориях на 85-й церемонии вручения премии «Оскар»: лучший фильм, лучшая женская роль (Честейн), лучший оригинальный сценарий, лучший монтаж и лучший звуковой монтаж, которые он выиграл в паре с фильмом 007: Координаты «Скайфолл». Фильм получил четыре номинации на премию «Золотой глобус», в том числе за лучшую женскую роль — драма за роль Честейн, которая победила.
Сенаторы США Джон Маккейн, Дайэнн Файнстайн и Карл Левин обвинили фильм в пропаганде пыток. Невзирая на скандал со сценами пыток, лента Бигелоу была признана самым высоко оценённым фильмом 2012 года, оставив позади драму Михаэля Ханеке «Любовь».

## Сюжет
Майя — аналитик ЦРУ, которой поручено найти лидера «Аль-Каиды» Усаму бен Ладена. В 2003 году она работает в посольстве США в Пакистане. Она и сотрудник ЦРУ Дэн Фуллер присутствуют на допросах Аммара (Реда Катеб), задержанного, подозреваемого в связях с несколькими угонщиками самолётов, совершившими атаки 11 сентября, и которого подвергают утверждённым усиленным методам допроса. Аммар предоставляет недостоверную информацию о предполагаемой атаке в Саудовской Аравии, но раскрывает имя личного курьера бен Ладена, Абу Ахмеда аль-Кувейти. Другие разведданные задержанных связывают курьерские перевозки Абу Ахмеда между Абу Фараджем аль-Либби и бен Ладеном. В 2005 году Фарадж отрицает, что знает о курьере по имени Абу Ахмед; Майя интерпретирует это как попытку Фараджа скрыть важность Абу Ахмеда. 
В 2009 году сослуживец и подруга Майи Джессика отправляется на американскую базу в Афганистане, чтобы встретиться с иорданским врачом, высокопоставленным в Аль-Каиде, который предложил стать американским шпионом за 25 миллионов долларов. Вместо этого он оказывается тройным агентом, лояльным Аль-Каиде, и Джессика погибает вместе с несколькими другими сотрудниками ЦРУ, когда он взрывает пояс смертника в том, что станет известно как атака на лагерь Чепмен, самая страшная атака на сотрудников ЦРУ за 25 лет. 
Томас, аналитик, связавший Абу Ахмеда с зацепкой, делится с Майей допросом иорданского задержанного, утверждающего, что похоронил Абу Ахмеда в 2001 году. Майя узнаёт, что ЦРУ было сказано пятью годами ранее: Ибрагим Саид путешествовал под именем Абу Ахмед аль-Кувейти. Понимая, что её зацепка может быть жив, Майя связывается с Дэном, теперь старшим офицером в штаб-квартире ЦРУ. Она предполагает, что фотография Ахмеда, сделанная ЦРУ, — это фотография его брата Хабиба, убитого в Афганистане. Майя говорит, что их бороды и национальная одежда делают братьев похожими друг на друга, что объясняет рассказ о «смерти» Ахмеда в 2001 году.
Кувейтский принц обменивает номер телефона матери Саида на Lamborghini Gallardo Bicolore у Дэна. Майя и её команда ЦРУ в Пакистане используют электронные методы, чтобы в конечном итоге вычислить звонящего в движущемся автомобиле, который демонстрирует поведение, задерживающее подтверждение его личности (которое Майя называет «торговым коварством», тем самым подтверждая, что объект, вероятно, является старшим курьером). Они отслеживают автомобиль до большого городского комплекса в Абботтабаде, Пакистан. После того, как на Майю нападают боевики, когда она находится в своём автомобиле, её отзывают в Вашингтон, округ Колумбия, поскольку её прикрытие, как полагают, раскрыто.
ЦРУ устанавливает наблюдение за комплексом, но не получает окончательной идентификации бен Ладена. Советник президента по национальной безопасности поручает ЦРУ разработать план по поимке или уничтожению бен Ладена. Перед тем как доложить президенту Бараку Обаме, директор ЦРУ проводит совещание старших офицеров, которые оценивают вероятность нахождения бен Ладена в комплексе на 60–80%. Майя, также присутствующая на совещании, оценивает свою уверенность на 100%.
2 мая 2011 года 160-й авиационный полк специальных операций отправляется на двух вертолётах-невидимках из Афганистана в Пакистан с членами DEVGRU (SEAL Team Six) и Центра специальных операций ЦРУ, чтобы совершить налёт на комплекс. SEAL проникают на территорию комплекса и убивают нескольких человек, включая человека, которого они считают бен Ладеном. На американской базе в Джелалабаде, Афганистан, Майя подтверждает личность трупа.
Она садится на военный транспорт обратно в США, будучи единственным пассажиром. Её спрашивают, куда она хочет отправиться, и она начинает плакать.

## В ролях
- Джессика Честейн — Майя, аналитик ЦРУ
- Джейсон Кларк — Дэн, начальник развед.отдела
- Реда Катеб — Аммар, заключенный, член Аль-Каиды
- Хомаюн Эршади — Хасан Гул, заключенный, член Аль-Каиды
- Йоав Леви — Абу Фарадж аль-Либи, заключенный, член Аль-Каиды
- Кайл Чендлер — Джозеф Брэдли, глава резидентуры ЦРУ в Пакистане
- Дженнифер Эль — Джессика, старший аналитик
- Гарольд Перрино — Джек, аналитик
- Джесси Коллинз — Дебби, младший аналитик
- Скотт Эдкинс — Джон, оперативник ЦРУ
- Эдгар Рамирес — Ларри, оперативник ЦРУ
- Фарес Фарес — Хаким, переводчик-оперативник ЦРУ
- Марк Стронг — Джордж, новый начальник развед.отдела
- Марк Дюпласс — Стив, координатор спутникового наблюдения
- Стивен Диллейн — Том Донилон, советник 44-го президента США
- Джеймс Гандольфини — Директор ЦРУ Леон Панетта
- Фредрик Лен — «Волк», сотрудник ЦРУ (прототип Майкл Д'Андреа)
- Джоэл Эдгертон — Патрик, командир группы «морских котиков»
- Крис Прэтт — Джастин, боец подразделения «морских котиков»
- Тейлор Кинни — Джаред, боец подразделения «морских котиков»
- Каллэн Мулвей — Сейбр, боец подразделения «морских котиков»
- Рикки Секхон — Усама бен Ладен
- Тушар Мехра — Абу Ахмед аль-Кувейти
- Кристофер Стэнли — адмирал Билл Макрэйвен, руководитель спец.операций

## Создание
Бигелоу и Боал приступили к написанию сценария ещё в начале 2000-х, когда бен Ладен, по некоторым данным, скрывался в Тора-Бора. После того, как творческий коллектив Бигелоу-Боал был удостоен «Оскара» за режиссуру и создание сценария к военной драме «Повелитель бури», они решили вернуться к теме войны. Спустя несколько дней после убийства террориста в мае 2011 года проекту был дан «зелёный свет».
Первоначально режиссёр и продюсеры планировали назвать фильм «За Бога и отчизну», но после выпуска тизера его поменяли на «Zero Dark Thirty» («0030» — военный термин для обозначения половины первого ночи). Частичные съёмки проходили в индийском городе Чандигарх, который специально отдекорировали под Лахор и Абботтабад, где и ликвидировали бен Ладена. Во время производства ленты размещение символики Пакистана вызвало недовольства и протесты населения, затруднившие процесс съемок.
Прототипом героини Джессики Честейн стала реальная сотрудница ЦРУ, чьё имя не раскрывается. За участие в операции она была удостоена важнейшей военной награды США.
Как и рассчитывала Бигелоу, сразу же после анонса разработки подобного политического фильма на съёмочную группу обрушился шквал критики. Одним из первых своё мнение высказал член палаты представителей США Питер Кинг, задававшийся вопросом: «Была ли допущена Бигелоу к секретным документам?». Режиссёр отделалась брошенным «Без комментариев». Невзирая на это, сценарист Боал признался, что большая часть фильма основана на собственных исследованиях. Позже оппоненты президента Обамы заявили, что представители его администрации лично передали создателям картины секретные данные.
Не принимая во внимание отмашки съёмочной группы, Пентагону фильм показался настолько достоверным, что Министерство обороны США провело специальное расследование с целью выяснить, кто открыл все секреты охоты за бен Ладеном Бигелоу. По его результатам выяснилось, что засекреченную информацию выдал ближайший помощник минобороны США Панетты Майкл Виккерс.

## Саундтрек
Музыку к картине написал французский композитор Александр Деспла. Тепло принятый критиками саундтрек Деспла выдвигался на несколько кинопремий и наград.
| №   | Название                 | Длительность |
| --- | ------------------------ | ------------ |
| 1.  | «Flight to Compound»     | 5:08         |
| 2.  | «Drive to Embassy»       | 1:44         |
| 3.  | «Bombings»               | 2:44         |
| 4.  | «Ammar»                  | 4:06         |
| 5.  | «Monkeys»                | 2:59         |
| 6.  | «Northern Territories»   | 3:46         |
| 7.  | «Seals Take Off»         | 2:34         |
| 8.  | «21 Days»                | 2:04         |
| 9.  | «Preparation for Attack» | 1:45         |
| 10. | «Balawi»                 | 3:15         |
| 11. | «Dead End»               | 3:26         |
| 12. | «Maya on Plane»          | 3:59         |
| 13. | «Area 51»                | 1:42         |
| 14. | «Tracking Calls»         | 3:46         |
| 15. | «Picket Lines»           | 3:03         |
| 16. | «Towers»                 | 2:02         |
| 17. | «Chopper»                | 1:48         |
| 18. | «Back to Base»           | 2:41         |

## Критика
Ещё до назначенной официальной премьеры «Цели номер один» закрытые показы сопровождались публикацией исключительно положительных отзывов. На авторитетном сайте Rotten Tomatoes фильм удерживает рейтинг 93 %, основанный на 170 рецензиях профессиональных критиков. Многие аналитики включили ленту в собственные списки лучших фильмов года.
Обозреватель газеты Variety Питер Дебраж поставил картине высочайшую оценку, похвалив операторскую работу, игру Джессики Честейн, натуралистичное освещение и звуковой дизайн. Постоянный критик журнала Time Ричард Корлисс был покорён лентой Бигелоу, добавив, что даже фаворит журналистов этого года «Операция „Арго“» не сравнится с «Целью».
Рецензенту журнала The Hollywood Reporter Тодду Маккарти «Цель номер один» показалась наиболее впечатляющим фильмом из тех, к которым когда-либо прикладывала руку Бигелоу. Актёрскую работу Честейн он посчитал наиболее убедительной за всю её карьеру. Эрик Кон из Indiewire попросту назвал картину «шедевром о 9/11, которого мы так долго ждали».
Сама Бигелоу неоднократно говорила, что её фильм не для слабонервных. Композитор Александр Деспла, написавший саундтрек к ленте, так отзывался о ней:
Я знаю, что выглядит он как боевик, но на самом деле это скорее военный фильм в традициях Акиры Куросавы. Мощный и архаичный. <…> Это лучшая вещь, которую она когда-либо делала. Он потрясающий; она — режиссёр-профессионал. Она гениальный [режиссёр], а фильм — невероятный.
Российская критика также тепло встретила картину. Валерий Кузнецов из «Российской газеты» согласился со своими иностранными коллегами, что фильм — главный претендент на «Оскар», но подтвердил мнение Бигелоу, что это кино не для слабонервных.

### Сцены с пытками
Фильм получил массу как критических, так и положительных отзывов за показ сцен с пытками. По мнению некоторых журналистов, из-за этих эпизодов картина не удостоилась главного «Оскара».
Газета The Guardian назвала фильм «вредной пропагандой», указав на то, что картина «представляет пытки в том свете, в котором их видят сторонники и администраторы ЦРУ, то есть уродливым, грязным делом, необходимым для защиты Америки».
Сенатор США Джон Маккейн, который сам был подвергнут пыткам во время своей военной карьеры во Вьетнаме, сказал, что этот фильм вызвал у него тошноту — «потому что это неправильно». В своей речи в сенате он сказал, что «применения „расширенных методов допросов“ к Халид Шейх Мохаммеду, не только не дали нам информацию о курьере бен Ладена Абу Ахмеде, но и в действительности дали неверную и вводящию в заблуждение информацию». Джон Маккейн, Дайэнн Файнстайн и Карл Левин направили критическое письмо председателю по прокату Sony Pictures Entertainment Майклу Литону, заявив: «С выпуском в прокат „Цели номер один“ создатели фильма и ваша продюсерская студия распространяете миф о том, что пытки эффективны. У вас есть социальные и моральные обязательства правильно представлять факты».
Актёр и член Академии кинематографических искусств и наук Дэвид Кленнон сделал заявление, в котором он отказывался голосовать за «Цель номер один» в какой-либо категории премии «Оскар» потому, что фильм пропагандирует пытки. В качестве протестующих против картины выступили и именитые американские актёры Мартин Шин и Эд Аснер.
Журналист Мэтт Тайбби написал: «Настоящая проблема в том, что этот фильм говорит о нас. Когда появились те снимки из Абу-Грейб, как минимум половина Америки ужаснулась. Национальный консенсус (хоть и с небольшим разрывом) показал, что это не то, что мы из себя представляем как люди. Но сейчас, четыре года спустя, выходит „Цель номер один“, и кажется, что наши чувства к ужасам, которые мы сотворили в Абу-Грейб, Гуантанамо и Баграме, настолько притупились, что мы можем принять их с условием, что из этого мы получим кассовый фильм».
Министр обороны США Леон Панетта в интервью NBC 3 февраля 2013 года, отвечая на вопрос о фильме «Цель номер один», подтвердил, что при проведении операции по ликвидации главы «Аль-Каиды» были использованы пытки.

## Награды и номинации
| Награды и номинации                       | Награды и номинации                                                     | Награды и номинации                      | Награды и номинации                           | Награды и номинации |
| Награда                                   | Категория                                                               | Номинант                                 | Результат                                     |                     |
| ----------------------------------------- | ----------------------------------------------------------------------- | ---------------------------------------- | --------------------------------------------- | ------------------- |
| Голливудский кинофестиваль                | «Лучший монтаж»                                                         | Уильям Голденберг, Дилан Тиченор         | Победа (также за «Самый пьяный округ в мире») |                     |
| Круг кинокритиков Нью-Йорка               | «Лучший фильм»                                                          |                                          | Победа                                        |                     |
| Круг кинокритиков Нью-Йорка               | «Лучшая режиссёрская работа»                                            | Кэтрин Бигелоу                           | Победа                                        |                     |
| Круг кинокритиков Нью-Йорка               | «Лучшая операторская работа»                                            | Грейг Фрэйзер                            | Победа                                        |                     |
| «Спутник»                                 | «Лучший фильм»                                                          |                                          | Номинация                                     |                     |
| «Спутник»                                 | «Лучшая режиссёрская работа»                                            | Кэтрин Бигелоу                           | Номинация                                     |                     |
| «Спутник»                                 | «Лучшая женская роль»                                                   | Джессика Честейн                         | Номинация                                     |                     |
| «Спутник»                                 | «Лучший оригинальный сценарий»                                          | Марк Боал                                | Победа                                        |                     |
| «Спутник»                                 | «Лучший монтаж»                                                         | Уильям Голденберг, Дилан Тиченор         | Номинация                                     |                     |
| Национальный совет кинокритиков США       | «Лучший фильм»                                                          |                                          | Победа                                        |                     |
| Национальный совет кинокритиков США       | «Лучшая режиссёрская работа»                                            | Кэтрин Бигелоу                           | Победа                                        |                     |
| Национальный совет кинокритиков США       | «Лучшая женская роль»                                                   | Джессика Честейн                         | Победа                                        |                     |
| Общество кинокритиков Бостона             | «Лучший фильм»                                                          |                                          | Победа                                        |                     |
| Общество кинокритиков Бостона             | «Лучшая режиссёрская работа»                                            | Кэтрин Бигелоу                           | Победа                                        |                     |
| Общество кинокритиков Бостона             | «Лучший монтаж»                                                         | Уильям Голденберг, Дилан Тиченор         | Победа                                        |                     |
| Ассоциация кинокритиков Лос-Анджелеса     | «Лучшая режиссёрская работа»                                            | Кэтрин Бигелоу                           | Номинация                                     |                     |
| Ассоциация кинокритиков Лос-Анджелеса     | «Лучший монтаж»                                                         | Уильям Голденберг, Дилан Тиченор         | Победа                                        |                     |
| Ассоциация кинокритиков Вашингтона        | «Лучший фильм»                                                          |                                          | Победа                                        |                     |
| Ассоциация кинокритиков Вашингтона        | «Лучшая режиссёрская работа»                                            | Кэтрин Бигелоу                           | Победа                                        |                     |
| Ассоциация кинокритиков Вашингтона        | «Лучшая женская роль»                                                   | Джессика Честейн                         | Победа                                        |                     |
| Ассоциация кинокритиков Вашингтона        | «Лучший актёрский состав»                                               |                                          | Номинация                                     |                     |
| Ассоциация кинокритиков Вашингтона        | «Лучший оригинальный сценарий»                                          | Марк Боал                                | Номинация                                     |                     |
| Ассоциация кинокритиков Вашингтона        | «Лучшая операторская работа»                                            | Грейг Фрэйзер                            | Номинация                                     |                     |
| Общество кинокритиков Сан-Диего           | «Лучший фильм»                                                          |                                          | Номинация                                     |                     |
| Общество кинокритиков Сан-Диего           | «Лучшая режиссёрская работа»                                            | Кэтрин Бигелоу                           | Номинация                                     |                     |
| Общество кинокритиков Сан-Диего           | «Лучшая женская роль»                                                   | Джессика Честейн                         | Номинация                                     |                     |
| Общество кинокритиков Сан-Диего           | «Лучший монтаж»                                                         | Уильям Голденберг, Дилан Тиченор         | Номинация                                     |                     |
| Американский институт киноискусства       | Включение в список десяти лучших фильмов года                           |                                          | Победа                                        |                     |
| «Выбор критиков»                          | «Лучший фильм»                                                          |                                          | Номинация                                     |                     |
| «Выбор критиков»                          | «Лучшая режиссёрская работа»                                            | Кэтрин Бигелоу                           | Номинация                                     |                     |
| «Выбор критиков»                          | «Лучшая женская роль»                                                   | Джессика Честейн                         | Победа                                        |                     |
| «Выбор критиков»                          | «Лучший оригинальный сценарий»                                          | Марк Боал                                | Номинация                                     |                     |
| «Выбор критиков»                          | «Лучший монтаж»                                                         | Уильям Голденберг, Дилан Тиченор         | Победа                                        |                     |
| Общество кинокритиков Сент-Луиса          | «Лучший фильм»                                                          |                                          | Номинация                                     |                     |
| Общество кинокритиков Сент-Луиса          | «Лучшая режиссёрская работа»                                            | Кэтрин Бигелоу                           | Номинация                                     |                     |
| Общество кинокритиков Сент-Луиса          | «Лучшая женская роль»                                                   | Джессика Честейн                         | Победа                                        |                     |
| Общество кинокритиков Сент-Луиса          | «Лучший оригинальный сценарий»                                          | Марк Боал                                | Победа                                        |                     |
| Премия Гильдии киноактёров США            | «Лучшая женская роль»                                                   | Джессика Честейн                         | Номинация                                     |                     |
| Общество кинокритиков Лас-Вегаса          | «Лучший монтаж»                                                         | Уильям Голденберг, Дилан Тиченор         | Победа                                        |                     |
| Общество кинокритиков Лас-Вегаса          | Включение в список десяти лучших фильмов года                           |                                          | Победа                                        |                     |
| «Золотой глобус»                          | «Лучший драматический фильм»                                            |                                          | Номинация                                     |                     |
| «Золотой глобус»                          | «Лучшая режиссёрская работа»                                            | Кэтрин Бигелоу                           | Номинация                                     |                     |
| «Золотой глобус»                          | «Лучшая женская роль в драме»                                           | Джессика Честейн                         | Победа                                        |                     |
| «Золотой глобус»                          | «Лучший сценарий»                                                       | Марк Боал                                | Номинация                                     |                     |
| Ассоциация кинокритиков Чикаго            | «Лучший фильм»                                                          |                                          | Победа                                        |                     |
| Ассоциация кинокритиков Чикаго            | «Лучшая режиссёрская работа»                                            | Кэтрин Бигелоу                           | Победа                                        |                     |
| Ассоциация кинокритиков Чикаго            | «Лучшая женская роль»                                                   | Джессика Честейн                         | Победа                                        |                     |
| Ассоциация кинокритиков Чикаго            | «Лучшая мужская роль второго плана»                                     | Джейсон Кларк                            | Номинация                                     |                     |
| Ассоциация кинокритиков Чикаго            | «Лучший оригинальный сценарий»                                          | Марк Боал                                | Победа                                        |                     |
| Ассоциация кинокритиков Чикаго            | «Лучшая музыка»                                                         | Александр Деспла                         | Номинация                                     |                     |
| Ассоциация кинокритиков Чикаго            | «Лучшая операторская работа»                                            | Грейг Фрэйзер                            | Номинация                                     |                     |
| Ассоциация кинокритиков Чикаго            | «Лучший монтаж»                                                         | Уильям Голденберг, Дилан Тиченор         | Победа                                        |                     |
| Ассоциация кинокритиков Сан-Франциско     | «Лучшая режиссёрская работа»                                            | Кэтрин Бигелоу                           | Победа                                        |                     |
| Ассоциация кинокритиков Сан-Франциско     | «Лучший оригинальный сценарий»                                          | Марк Боал                                | Победа                                        |                     |
| Ассоциация кинокритиков Торонто           | «Лучший фильм»                                                          |                                          | Номинация                                     |                     |
| Круг кинокритиков Лондона                 | «Режиссёр года»                                                         | Кэтрин Бигелоу                           | Номинация                                     |                     |
| Круг кинокритиков Лондона                 | «Актриса года»                                                          | Джессика Честейн                         | Номинация                                     |                     |
| Круг кинокритиков Лондона                 | «Сценарий года»                                                         | Марк Боал                                | Номинация                                     |                     |
| Гильдия продюсеров США                    | «Лучшее продюсирование полнометражного художественного фильма»          | Кэтрин Бигелоу, Марк Боал, Меган Эллисон | Номинация                                     |                     |
| Гильдия художников-постановщиков США      | «Лучшая работа художника-постановщика в фильме на современную тематику» | Джереми Хиндл                            | Номинация                                     |                     |
| Гильдия сценаристов США                   | «Лучший оригинальный сценарий»                                          | Марк Боал                                | Победа                                        |                     |
| Национальное общество кинокритиков США    | «Лучший фильм»                                                          |                                          | Номинация                                     |                     |
| Национальное общество кинокритиков США    | «Лучшая режиссёрская работа»                                            | Кэтрин Бигелоу                           | Номинация                                     |                     |
| Национальное общество кинокритиков США    | «Лучшая женская роль»                                                   | Джессика Честейн                         | Номинация                                     |                     |
| Национальное общество кинокритиков США    | «Лучшая операторская работа»                                            | Грейг Фрэйзер                            | Номинация                                     |                     |
| Австралийская академия кино и телевидения | «Лучший фильм»                                                          |                                          | Номинация                                     |                     |
| Австралийская академия кино и телевидения | «Лучшая режиссёрская работа»                                            | Кэтрин Бигелоу                           | Номинация                                     |                     |
| Австралийская академия кино и телевидения | «Лучшая женская роль»                                                   | Джессика Честейн                         | Номинация                                     |                     |
| Австралийская академия кино и телевидения | «Лучший сценарий»                                                       | Марк Боал                                | Номинация                                     |                     |
| Гильдия режиссёров США                    | «Лучшая режиссёрская работа»                                            | Кэтрин Бигелоу                           | Номинация                                     |                     |
| BAFTA                                     | «Лучший фильм»                                                          |                                          | Номинация                                     |                     |
| BAFTA                                     | «Лучшая режиссёрская работа»                                            | Кэтрин Бигелоу                           | Номинация                                     |                     |
| BAFTA                                     | «Лучшая женская роль»                                                   | Джессика Честейн                         | Номинация                                     |                     |
| BAFTA                                     | «Лучший оригинальный сценарий»                                          | Марк Боал                                | Номинация                                     |                     |
| BAFTA                                     | «Лучший монтаж»                                                         | Дилан Тиченор, Уильям Голденберг         | Номинация                                     |                     |
| «Оскар»                                   | «Лучший фильм»                                                          |                                          | Номинация                                     |                     |
| «Оскар»                                   | «Лучшая женская роль»                                                   | Джессика Честейн                         | Номинация                                     |                     |
| «Оскар»                                   | «Лучший оригинальный сценарий»                                          | Марк Боал                                | Номинация                                     |                     |
| «Оскар»                                   | «Лучший монтаж»                                                         | Дилан Тиченор, Уильям Голденберг         | Номинация                                     |                     |
| «Оскар»                                   | «Лучший звуковой монтаж»                                                | Пол Н. Дж. Отоссон                       | Победа                                        |                     |
| «Сатурн»                                  | «Лучший фильм ужасов или триллер»                                       |                                          | Номинация                                     |                     |
| «Сатурн»                                  | «Лучшая женская роль»                                                   | Джессика Честейн                         | Номинация                                     |                     |
| «Империя»                                 | «Лучший триллер»                                                        |                                          | Номинация                                     |                     |
| «Империя»                                 | «Лучшая женская роль»                                                   | Джессика Честейн                         | Номинация                                     |                     |